# Cúp Síp 2017
Cúp Síp 2017 (Cyprus Cup 2017), giải bóng đá nữ giao hữu thường niên được tổ chức tại Cộng hòa Síp, diễn ra từ 2 đến 9 tháng 3 năm 2017.

## Thể thức
Tám đội được chia làm hai bảng. Các đội đầu bảng thi đấu trận chung kết. Các đội nhì bảng tranh hạng ba. Các đội đứng thứ ba tranh hạng năm còn các đội đứng cuối bảng tranh hạng bảy.

## Vòng bảng

### Bảng A
| Đội               | Tr | T | H | B | BT | BB | HS  | Đ |
| ----------------- | -- | - | - | - | -- | -- | --- | - |
| Thụy Sĩ           | 3  | 2 | 1 | 0 | 9  | 2  | +7  | 7 |
| CHDCND Triều Tiên | 3  | 2 | 0 | 1 | 7  | 2  | +5  | 6 |
| Bỉ                | 3  | 1 | 1 | 1 | 7  | 7  | 0   | 4 |
| Ý                 | 3  | 0 | 0 | 3 | 1  | 13 | −12 | 0 |

| CHDCND Triều Tiên                                  | 3–0 | Ý |
| -------------------------------------------------- | --- | - |
| Kim Yun-mi 3' · Ri Kyong-Hang 48' · Ho Un-byol 50' |     |   |

| Bỉ                                   | 2–2 | Thụy Sĩ                               |
| ------------------------------------ | --- | ------------------------------------- |
| Lien Mermans 31' · Janice Cayman 78' |     | Caroline Abbé 26' · Selina Kuster 88' |

| Thụy Sĩ         | 1–0 | CHDCND Triều Tiên |
| --------------- | --- | ----------------- |
| Rahel Kiwic 88' |     |                   |

| Ý                   | 1–4      | Bỉ                                                                                                 |
| ------------------- | -------- | -------------------------------------------------------------------------------------------------- |
| Daniela Sabatino 9' | Chi tiết | Tessa Wullaert 10' (ph.đ.) · Elien Van Wynendaele 39' · Maud Coutereels 64' · Davina Philtjens 81' |

| Ý | 0–6 | Thụy Sĩ                                                                                                |
| - | --- | --- |
|   |     | Fabienne Humm 6' · Géraldine Reuteler 22,50' · Lia Wälti 32' · Ana-Maria Crnogorčević 82', 84' (ph.đ.) |

| CHDCND Triều Tiên                                                      | 4–1 | Bỉ                      |
| ---------------------------------------------------------------------- | --- | ----------------------- |
| Kim Nam-hui 7' · Ho Un-byol 30' · Wi Jong-sim 57' · Ri Kyong-hyang 71' |     | Davinia Vanmechelen 62' |

### Bảng B
| Đội         | Tr | T | H | B | BT | BB | HS | Đ |
| ----------- | -- | - | - | - | -- | -- | -- | - |
| Hàn Quốc    | 3  | 2 | 1 | 0 | 4  | 0  | +4 | 7 |
| Scotland    | 3  | 2 | 0 | 1 | 6  | 5  | +1 | 6 |
| Áo          | 3  | 1 | 1 | 1 | 4  | 3  | +1 | 4 |
| New Zealand | 3  | 0 | 0 | 3 | 2  | 8  | −6 | 0 |

| New Zealand                         | 2–3      | Scotland                                          |
| ----------------------------------- | -------- | ------------------------------------------------- |
| Rosie White 20' · Amber Hearn 90+2' | Chi tiết | Jane Ross 9' · Erin Cuthbert 83' · Kim Little 87' |

| Hàn Quốc | 0–0      | Áo |
| -------- | -------- | -- |
|          | Chi tiết |    |

| Áo                                                       | 3–0      | New Zealand |
| -------------------------------------------------------- | -------- | ----------- |
| Nicole Billa 19' · Verena Aschauer 53' · Jasmin Eder 77' | Chi tiết |             |

| Scotland | 0–2      | Hàn Quốc                                |
| -------- | -------- | --------------------------------------- |
|          | Chi tiết | Ji So-yun 48' · Cho So-hyun 74' (ph.đ.) |

| Áo               | 1–3 | Scotland                                         |
| ---------------- | --- | ------------------------------------------------ |
| Nicole Billa 65' |     | Jane Ross 58' · Leanne Ross 78' · Lisa Evans 90' |

| New Zealand | 0–2      | Hàn Quốc                       |
| ----------- | -------- | ------------------------------ |
|             | Chi tiết | Kang Yu-mi 50' · Ji So-yun 52' |

### Bảng C
| Đội              | Tr | T | H | B | BT | BB | HS | Đ |
| ---------------- | -- | - | - | - | -- | -- | -- | - |
| Cộng hòa Ireland | 3  | 2 | 1 | 0 | 3  | 0  | +3 | 7 |
| Wales            | 3  | 1 | 1 | 1 | 2  | 1  | +1 | 4 |
| Hungary          | 3  | 1 | 1 | 1 | 2  | 3  | −1 | 4 |
| Cộng hòa Séc     | 3  | 0 | 1 | 2 | 1  | 4  | −3 | 1 |

| Cộng hòa Séc | 0–2 | Cộng hòa Ireland         |
| ------------ | --- | ------------------------ |
|              |     | Roche 25' · O'Gorman 87' |

| Hungary | 0–2 | Wales                   |
| ------- | --- | ----------------------- |
|         |     | Ward 34' · Estcourt 66' |

| Wales | 0–0 | Cộng hòa Séc |
| ----- | --- | ------------ |
|       |     |              |

| Cộng hòa Ireland | 0–0      | Hungary |
| ---------------- | -------- | ------- |
|                  | Chi tiết |         |

| Cộng hòa Ireland | 1–0 | Wales |
| ---------------- | --- | ----- |
| McCabe 20'       |     |       |

| Cộng hòa Séc   | 1–2 | Hungary                 |
| -------------- | --- | ----------------------- |
| Martínková 86' |     | Nemeth 27' · Zeller 88' |

## Vòng phân hạng

### Tranh hạng mười một
| Ý                                                                               | 6–2      | Cộng hòa Séc                          |
| ------------------------------------------------------------------------------- | -------- | ------------------------------------- |
| Girelli 38', 40' · Parisi 45' · Bonansea 49' · Gabbiadini 55' · Giugliano 90+3' | Chi tiết | Chlastáková 9' · Svitková 83' (ph.đ.) |

### Tranh hạng chín
| New Zealand                    | 3–1      | Hungary    |
| ------------------------------ | -------- | ---------- |
| Pereira 36' · White 50', 90+3' | Chi tiết | Nemeth 25' |

### Tranh hạng bảy
| Bỉ                | 1–1 | Áo |
| ----------------- | --- | -- |
|                   |     |    |
| Loạt sút luân lưu |     |    |
|                   | 3–2 |    |

### Tranh hạng năm
| Scotland          | 0–0 | Wales |
| ----------------- | --- | ----- |
|                   |     |       |
| Loạt sút luân lưu |     |       |
|                   | 6–5 |       |

### Tranh hạng ba
| CHDCND Triều Tiên | 2–0      | Cộng hòa Ireland |
| ----------------- | -------- | ---------------- |
|                   | Chi tiết |                  |

### Chung kết
| Thụy Sĩ        | 1–0      | Hàn Quốc |
| -------------- | -------- | -------- |
| Dickenmann 58' | Chi tiết |          |